# Vedove
Vedove (titolo originale Widows), uscito nel 1991,  è un romanzo poliziesco di Ed McBain appartenente alla serie dedicata alle storie dell'87º Distretto. In Italia è stato pubblicato per la prima volta nel 1991 da Arnoldo Mondadori Editore nella collana Mystbooks e poi nel 1993 nella collana Il Giallo Mondadori con il n. 2319.

## Trama
Una giovane donna di nome Susan Brauer viene ritrovata uccisa in un lussuoso appartamento di Isola in una caldissima giornata di luglio. L'assassino ha infierito sulla vittima con numerosi colpi di coltello. Gli agenti investigativi dell'87º Distretto Steve Carella e Arthur Brown che indagano sul delitto ritrovano una grossa somma di denaro in contanti e numerose lettere dall'esplicito contenuto erotico, che potrebbero indicare una relazione fra la donna uccisa ed un ricco uomo che la manteneva.
Un nuovo omicidio permette agli investigatori di scoprire l'identità dell'uomo che manteneva Susan: si tratta dell'avvocato Arthur Schumacher, ucciso a colpi di pistola appena uscito di casa. L'avvocato lascia due vedove: un paio di anni prima aveva divorziato dalla moglie Gloria per sposare una donna molto più giovane, Margaret. Questa complessa situazione familiare aveva reso i rapporti fra Schumacher, la ex moglie e le loro due figlie, Lois e Betsy, più difficili. E adesso si scopre che aveva in corso anche una relazione extraconiugale con la giovane Susan.
Ben presto Carella viene colpito nei suoi affetti da una terribile notizia: suo padre è stato ucciso nel suo negozio durante un tentativo di rapina da parte di una coppia di tossicodipendenti. Le indagini su questo secondo delitto sono affidate a due esperti agenti investigativi del 45º Distretto, Charlie Bent e Randy Wade, affiancati non ufficialmente anche da Carella.
Come sempre nei romanzi dell'87º Distretto anche in Vedove sono narrate anche altre storie minori che si svolgono accanto alle indagini sul delitto: fra queste vi è la vicenda dell'agente Eileen Burke, molto provata dal fatto di aver ucciso in servizio un uomo qualche tempo prima e che adesso, per vincere le sue paure, vuole passare nella Squadra Ostaggi della polizia.

## Edizioni
- Ed McBain, Vedove, traduzione di Nicoletta Lamberti, Arnoldo Mondadori Editore.
- Ed McBain, Vedove, traduzione di Nicoletta Lamberti, collana Il Giallo Mondadori, n. 2319, Arnoldo Mondadori Editore, 1993.